# Giang Nam (nhà thơ)
Giang Nam (tên thật là Nguyễn Sung; 1929 – 2023) là nhà thơ, chính khách Việt Nam, được tặng Giải thưởng Nhà nước về Văn học Nghệ thuật năm 2001. Bài thơ "Quê hương" là tác phẩm nổi tiếng được nhiều người biết nhất của ông.

## Tiểu sử
Giang Nam sinh ngày 2 tháng 2 năm 1929, quê quán xã Ninh Bình, huyện Ninh Hòa, tỉnh Khánh Hòa. Ông sinh trong một gia đình Nho học.
Tham gia Việt Minh từ tháng 3 năm 1945, làm công tác thông tin tuyên truyền ở xã rồi lên tỉnh làm Phó trưởng công ty Thông tin Khánh Hòa. Vào năm 16 tuổi khi kháng chiến chống Pháp bùng nổ, Giang Nam đã tham gia kháng chiến cùng với hai người anh trai của mình là Nguyễn Lưu và Nguyễn Quang. Tháng 5 năm 1948, nhà thơ được giao công tác tại Tòa Văn hóa Thông tin, ông có nhiệm vụ viết bài và làm biên tập chính cho các tờ báo. Sau năm 1954 ông hoạt động ở miền Nam, làm Phó ban Tuyên huấn Khánh Hòa, Phó Tổng thư ký Hội Văn nghệ Giải phóng miền Nam, ủy viên tiểu ban văn nghệ Trung ương cục, trưởng ngành văn. Có thời gian làm Trưởng tiểu ban văn nghệ, ủy viên Ban Tuyên huấn khu Sài Gòn – Gia Định.
Ông là đại biểu Quốc hội khóa VI (1976-1981), ủy viên Ban chấp hành Hội Nhà văn Việt Nam khóa II, III. Tổng biên tập báo Văn nghệ, Chủ tịch Hội Văn nghệ Phú Khánh và Khánh Hòa (1984 -1989), Phó Chủ tịch Uỷ ban nhân dân tỉnh Khánh Hòa. Về hưu ông sống ở Nha Trang, tỉnh Khánh Hòa (1989 – 1993).
Ông mất vào 5h sáng ngày 23 tháng 1 năm 2023 tại Bệnh viện Đa khoa tỉnh Khánh Hòa do tuổi cao. Khi vào bệnh viện, nhà thơ Giang Nam đã bị suy đa phủ tạng.

## Sự nghiệp
Ngoài thơ Giang Nam còn sáng tác văn xuôi chủ yếu là truyện, truyện ngắn. Các bút danh: Giang Nam, Châu Giang, Hà Trung, Lê Minh (sử dụng trên báo chí công khai xuất bản ở miền Nam từ 1955 đến 1960)
Ông là tác giả các tác phẩm nổi tiếng được giảng dạy trong nhà trường như các bài thơ: Quê hương, Nghe em vào đại học, Tiếng nói Việt Nam và nhiều tác phẩm văn học khác.
Ông được Đảng và Nhà nước tặng thưởng: Huân chương Độc lập hạng Ba; Huân chương kháng chiến chống Pháp hạng Ba; Huân chương kháng chiến chống Mỹ hạng Nhất; Huân chương Quyết thắng hạng Nhất; Huy hiệu 75 năm tuổi Đảng.
Giải thưởng Nhà nước về Văn học Nghệ thuật năm 2001 với các tập thơ: Quê hương, Hạnh phúc từ nay, Thành phố chưa dừng chân.

## Tác phẩm chính

### Thơ
- Tháng Tám ngày mai (1962), 18 bài thơ
- Quê hương (1962)
- Người anh hùng Đồng Tháp (trường ca, 1969)
- Vầng sáng phía chân trời (1978)
- Hạnh phúc từ nay (1978)
- Thành phố chưa dừng chân (1985)
- Ánh chớp đêm giao thừa (trường ca, 1998)
- Mầu nhiệm (1999)
- Sông Dinh mùa trăng khuyết (trường ca, 2002)
- Lắng nghe thời gian (2008)
- Người đi mở đất (trường ca chưa in)

### Văn xuôi
- Vở kịch cô giáo (tập truyện ngắn, 1962)
- Người giồng tre (tập truyện - ký, 1969)
- Trên tuyến lửa (truyện ký, 1984)
- Rút từ sổ tay chiến tranh (truyện ngắn và ký, 1987)
- Tôi đã học văn theo kiểu của mình (hồi ký, 1995)
- Sống và viết ở chiến trường (hồi ký văn học, 2004)

### Về bài thơQuê hương
Bài thơ Quê hương đã được đưa vào sách giáo khoa phổ thông để giảng dạy. Năm 1961, khi xét giải thưởng thơ báo Văn nghệ, có ý kiến đề nghị trao giải nhất cho bài thơ Quê hương nhưng cũng có ý kiến cho rằng trong bối cảnh lúc đó bài thơ có thể ảnh hưởng đến tinh thần chiến đấu nên đề nghị chỉ trao giải ba, cuối cùng giải pháp dung hoà được nhất trí: bài thơ được tặng giải nhì.
Nguyên mẫu của "cô bé nhà bên" là vợ của ông. Ông sáng tác bài thơ tại căn cứ của Tỉnh ủy Khánh Hòa dưới chân núi Hòn Dù khi nghe hung tin vợ con bị bắt và thủ tiêu. Cuối năm 1961, khi đang ở căn cứ tại Củ Chi (Thành phố Hồ Chí Minh), ông bất ngờ biết vợ con vẫn còn sống, đã về quê tại Nha Trang sinh sống an toàn. Tòa án không đủ cơ sở buộc tội bà là vợ cộng sản nên trả tự do ngay tại tòa. Giang Nam cảm xúc lại dâng trào mãnh liệt và làm tiếp hai bài thơ: Ngày mai đi đón em và Con còn sống.

## Vinh danh
- Giải thưởng Nhà nước về Văn học Nghệ thuật năm 2001

### Giải thưởng văn học
- Giải nhì về thơ tạp chí Văn Nghệ năm 1961 với bài thơ Quê hương;
- Giải thưởng Văn học nghệ thuật Nguyễn Đình Chiểu (1960 - 1965).[10]
- Giải thưởng Văn học nghệ thuật Khánh Hòa (1975-2000, 2001-2005).[5]

## Gia đình
Ông có người vợ tên là Phan Thị Chiều, iý hơn ông hai tuổi, quê ở Cửa Bé (Nha Trang). Giai đoạn đầu hoạt động cách mạng (1946), ông gặp cô Chiều xinh đẹp nhất ở Văn phòng Tỉnh ủy Khánh Hòa, hồi ấy đóng tại vùng núi giáp ranh Khánh Hòa, Phú Yên.
Năm 1954, Giang Nam xin không tập kết ra Bắc mà ở lại hoạt động địa phương. Họ ước hẹn cưới nhau sau khi hiệp thương tổng tuyển cử hai miền Nam - Bắc theo Hiệp định Genève, 1954. Tuy nhiên, tổng tuyển cử đã không diễn ra. Do đó năm 1956, họ cưới nhau tại Lạc An (thuộc thị xã Ninh Hòa, Khánh Hòa bây giờ). Cưới hôm trước thì hôm sau bà Chiều về lại Vĩnh Trường ở Nha Trang để hoạt động hợp pháp, còn ông quay về căn cứ Đá Bàn (Ninh Hòa) tiếp tục kháng chiến.
Khoảng năm 1957-1958, một kẻ phản bội chỉ điểm cơ sở cách mạng, cả Giang Nam lẫn vợ phải vào Nam tiếp tục hoạt động. Duyên phận đưa đẩy họ đoàn tụ tại Đồng Nai cho đến khi Giang Nam được lệnh rút về căn cứ Hòn Dù (Khánh Hòa) hoạt động. Sau sự kiện 30 tháng 4 năm 1975, Giang Nam mới được đoàn tụ với vợ con ở Thành phố Nha Trang.